# تیم پرسپولیس در دهه چهل
باشگاه بولینگ عبده یا پرسپولیس یک مجموعه ورزشی متعلق به شرکت سی.آر. سی بود. سهام داران این شرکت علی عبده، محمد خاتمی و فاطمه پهلوی بودند. بیشترین کوشش برای این مجموعه ورزشی از سوی علی عبده بود. از دی ماه ۱۳۴۲ تا آبان ۱۳۴۳ پروژه ایجاد و رسمی کردن این کلوپ ورزشی به طول انجامید و در نهایت در تاریخ ۱۹ آبان ۱۳۴۳ و در حضور مقام‌های رسمی وقت این مجموعه ورزشی به‌طور رسمی افتتاح شد. 

این باشگاه تیم داری را از آبان ماه ۱۳۴۳ آغاز کرد که در ابتدا به دلیل فعالیت اصلی علی عبده در عرصه بولینگ، بولینگ عبده و سپس به دلیل مالکیت شرکت سی آر سی بر این باشگاه به سی آر سی تغییر نام یافت. پس از تلاش‌های فراوان شرکت سی آر سی، باشگاه پرسپولیس توانست از سال ۱۳۴۳ در دسته دوم فوتبال تهران شروع به فعالیت کند. باشگاه پرسپولیس تا سال ۱۳۴۵، بمدت سه سال در این سطح از فوتبال ایران حضور داشت. تیم فوتبال پرسپولیس در سال ۱۳۴۵ نیز همچنان در دسته دوم تهران باقی ماند و در آن به فعالیت خود ادامه داد. در آن دوران رقابت‌های دسته دوم در چهار گروه برگزار می‌شد؛ فوتبال تهران یک تورنمنت اصلی داشت که با حضور ۱۴ تیم و با عنوان جام باشگاه‌های فوتبال تهران برگزار می‌شد و سایر تیم‌ها که تعدادشان ۳۵ تیم بود در دسته دوم و در چهار گروه که سه گروه آن ۹ تیمی و یک گروه آن ۸ تیم داشت رقابت می‌کردند. پرسپولیس در گروه الف در سری دوم فوتبال با تیم‌های البرز، ایزد، مهرآباد، داریوش، سعدیان، فرحناز، کانون جوانان، شفق و نیرو رقابت می‌کرد. در سال ۱۳۴۶ باشگاه پرسپولیس که دوره قبل در دسته دوم تهران فعالیت می‌کرد، به یک دسته پایین‌تر سقوط میکند چرا که از یک سو نحوه برگزاری بازی‌های تهران تغییر کرد و از سوی دیگر تیم پرسپولیس نتایج ضعیفی در دسته دوم مسابقات کسب کرده بود. تا پیش از آن تهران یک رقابت دسته اول داشت که با حضور ۱۴ تیم برگزار می‌شد و سایر تیم‌ها که تعدادشان به ۳۵ تیم می‌رسید در دسته دوم و در چند گروه مختلف رقابت می‌کردند اما در سال ۱۳۴۶ تصمیم گرفته شد که فوتبال تهران علاوه بر دسته اول که بالاترین سطح فوتبال در ایران به‌شمار می‌رفت، سری دوم، سوم و چهارم هم داشته باشد. با این حساب از آن ۳۵ تیمی که در سال ۱۳۴۵ در قالب چهار گروه ۸ و ۹ تیمی فعالیت می‌کردند، دو تیم برتر به دسته اول رفتند و ۱۴ تیم که شامل تیم‌های برتر گروه‌های الف، ب، ج و د بود در دسته دوم رقابت کردند.

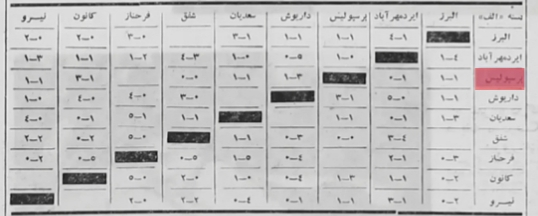
حضور و رقابت باشگاه پرسپولیس در دسته دوم مسابقات فوتبال/روزنامه کیهان ورزشی

یعنی از گروه‌های چهارگانه، سه تیم برتر به علاوه دو تیمی که از دسته اول به دسته دوم سقوط کرده بودند، ۱۴ تیم دسته دوم فوتبال تهران را در سال ۱۳۴۶ تشکیل دادند. از گروهی که پرسپولیس در آن حضور داشت، یعنی همان گروه الف، تیم‌های داریوش، البرز و ایزد مهرآباد که در جدول بالاتر از پرسپولیس قرار گرفته بودند، جواز حضور در دسته اول فوتبال ایران را به دست آوردند و تیم پرسپولیس به ناچار همراه تیم‌های سعدیان، نیرو و شفق که در گروه الف چهارم تا هفتم شده بودند به دسته سوم فوتبال سقوط کردند. دسته سوم تهران شامل ۱۵ تیم می‌شد، تیم‌های چهارم تا هفتم گروه‌های ۹ تیمی به علاوه تیم‌های چهارم تا ششم تنها گروه ۸ تیمی سال قبل، ۱۵ تیم حاضر در دسته سوم فوتبال ایران را تشکیل می‌دادند؛ و دو تیم آخر هر گروه به اتفاق تیم‌های تازه تأسیس شده، در دسته چهارم رقابت می‌کردند. تیمی که با نام پرسپولیس فعالیت می‌کرد حتی در دسته سوم هم شرایط خوبی نداشت و نتایج خوبی نگرفت. اما در سال ۱۳۴۷ اوضاع برای باشگاه پرسپولیس تغییر کرد.

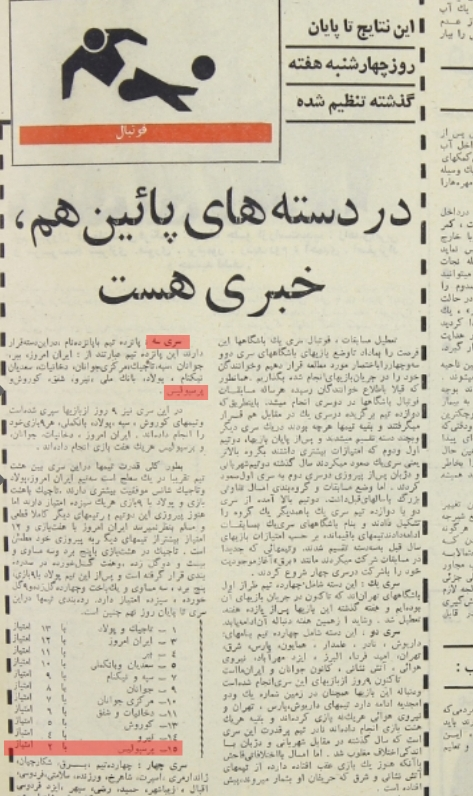
حضور و رقابت باشگاه پرسپولیس در دسته سوم فوتبال ایران/ روزنامهاطلاعات

در سال ۱۳۴۷ اما با سرمایه گذاری مرحوم علی عبده و مجهز کردن تیم و خرید ستارگان فوتبال ایران، پرسپولیس برای حضور در دسته اول تهران ثبت نام کرد که مورد تایید فدراسیون قرار گرفت. در این سال مسابقاتی تحت عنوان انتخابی باشگاهی قهرمانی آسیا شکل گرفت که دلیل ایجاد این رقابت، به تأخیر افتادن لیگ تهران ۴۸–۱۳۴۷ و مشخص نشدن قهرمان تهران برای معرفی به آسیا بود. پنج تیم تهرانی تاج، عقاب، پرسپولیس، پاس و شهربانی به صورت دوره‌ای و پنج‌گانه به رقابت پرداختند و در پایان تیم پرسپولیس تهران با هفت امتیاز، سه برد و یک مساوی اول شد و به عنوان نماینده ایران به مسابقات باشگاهی قهرمانی آسیا ۱۹۶۹ معرفی شد. در همین سال پرسپولیس به عنوان نخستین نماینده ایران در آسیا حاضر شد اما در مرحله گروهی حذف شد. تیم پرسپولیس به دلیل کارشکنی مسئولان فرودگاه با تأخیر به بازی مقابل تویوکوگیو ژاپن (سانفریس هیروشیما کنونی) رسید و به رغم بازی خوبی که نشان داد با خوردن یک گل غیرمنتظره شکست خورد، نمایندگان ژاپن در آن دهه قدرت زیادی نداشتند و اگر کارشکنی و بدشانسی پرسپولیس در بازی نبود پرسپولیس می‌توانست در این مسابقه با نتیجه ای پر گل پیروز شود. به هر جهت تیم پرسپولیس در این مسابقه شکست خورد و تا حد زیادی عامل حذف پرسپولیس از این مسابقات همین باخت ابتدایی بود، به طوری که حتی دو پیروزی بعدی و تساوی در بازی آخر مقابل نماینده اسرائیل هم نتوانست مانع حذف این تیم شود.
پرسپولیس در این مسابقات با تیم‌هایی همچون مکابی تل آویو، پراک مالزی، کولون موتور باس هنگ کنگ، تویوکوگیو ژاپن به رقابت پرداخت. در سال ۱۳۴۸ کارخانه ایران ناسیونال با مدیریت محمود خیامی که خود از طرفداران تیم شاهین بود درصدد تشکیل تیمی قدرتمند برای حضور در رده اول مسابقات و تبلیغ محصولات این شرکت برآمد. پیکان نیز تا پیش از آن تیم فوتبال نه چندان قدرتمندی داشت که تنها بازیکن سرشناس آن علی پروین بود، هرچند همان تیم در رقابت‌های طبقه‌بندی در گروه ۵ تیمی بالاتر از پرسپولیس قرار گرفته بود اما غیر از پروین، ستاره ای نداشت. خیامی مذاکراتی با چند تن از شاهینی‌های سابق انجام داد و آنها را به تیم پیکان دعوت کرد. با رفتن آنها افراد باقی مانده نیز راهی جز پیوستن به ایشان ندیدند. با توافق علی عبده و خیامی تمامی بازیکنان شاهین که حالا بازیکنان پرسپولیس شده بودند، البته به جز عزیز اصلی دروازبان این تیم، سایر بازیکنان به پیکان مهاجرت کردند. خیامی با اندیشه تشکیل باشگاهی حرفه ای به جذب مربی خارجی اقدام کرد و آلن راجرز انگلیسی را به ایران برای همکاری فرا خواند و در این سال عنوان قهرمانی باشگاه‌های ایران را از آن پیکان کردند. در همین سال پیکان در تورنمنت جام دوستی نیز شرکت کرد و در بین ۵ تیم مقام نخست را بدست آورد. اما این اتفاق موجب رتبه پایین پرسپولیس در لیگ تهران شد تا این باشگاه نتواند سهمیه حضور در لیگ سراسری ایران در سال ۱۳۴۹ را بدست بیاورد.
زیرا تنها چهار تیم اول لیگ تهران می‌توانستند جواز حضور در لیگ سراسری ۱۳۴۹ را کسب کنند و سایر تیم‌هایی که رتبه لازم را به دست نیاورده بودند باید به دسته دوم فوتبال ایران سقوط می‌کردند اما در نهایت با تغییر آیین‌نامه فوتبال توسط فدراسیون، تعداد تیم‌های حاضر در لیگ سراسری از ۱۲ تیم به ۱۶ تیم افزایش یافت و بدین ترتیب تیم پرسپولیس و سه تیم دیگر از خطر سقوط به دسته دوم فوتبال ایران گریختند. لیگ منطقه ای ایران در سال ۱۳۴۹ که نخستین دوره لیگ سراسری ایران بود در دو مرحله انجام شد. مرحله نخست به صورت منطقه ای برگزار شد و مرحله نهایی بین تیم‌های برگزیده هر گروه برگزار شد. تیم پیکان پس از گذراندن مرحله اول منحل شد و بازیکن‌های این تیم به پرسپولیس پیوستند و مسئولان باشگاه پرسپولیس توانستند مسئولان برگزاری این رقابت‌ها راضی کنند که جایگزین پیکان در ادامه رقابت‌ها باشند. در نهایت تیم پرسپولیس در جایگاه چهارم قرار گرفت. اگر چه دهه ۴۰ بازه زمانی سخت و پر فراز و نشیبی برای پرسپولیس بود اما این سختی پایه‌گذار پرسپولیس باشکوه دهه ۵۰ بود. اتحاد مدیریتی و اجتماع کادر فنی و بازیکنان شاهین، پیکان و پرسپولیس موجب شد تیمی با محبوبیت بالا بین مردم شکل بگیرد و تنها یک سال بعد پرسپولیس نخستین قهرمانی خود در ایران را جشن گرفت.

## تیم پرسپولیس در دهه ۱۳۵۰ و ۱۳۶۰

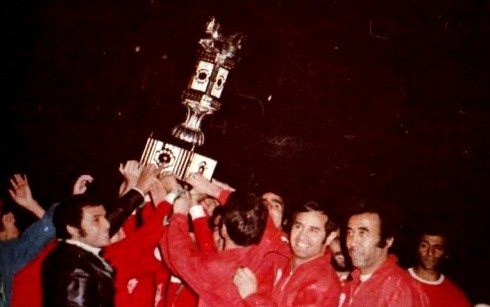
نخستین قهرمانی باشگاه پرسپولیس در جام تخت جمشید

در سال ۱۳۵۰، پرسپولیس تحت مربیگری آلن راجرز در دومین دوره جام منطقه‌ای به قهرمانی رسید. یک سال بعد، عبده اعلام کرد باشگاه پرسپولیس حرفه‌ای است و بازیکنانش فقط در بازی‌های حرفه‌ای شرکت خواهند کرد؛ بنابراین بازیکنان به دو دسته تقسیم شدند و عده‌ای در تیم حرفه‌ای و عده‌ای در تیم آماتور عضویت یافتند. در آن سال مسابقات فوتبال کشوری در ایران برگزار نگردید، و پرسپولیس که در جام باشگاه‌های تهران ۱۳۵۱ با تیم آماتورهایش شرکت کرده‌ بود، در میان ۱۶ تیم در جای یازدهم قرار گرفت. در آن دوره پرسپولیس در ورزشگاه اختصاصی خود موسوم به ورزشگاه آپادانا تمرین می‌کرد و عبده برای فعال نگه‌داشتن تیم اصلی، باشگاه‌های صاحب‌نامی همچون سائوپائولو و چلسی را برای بازی دوستانه به تهران آورد. اما در سال ۱۳۵۲ به دلیل عدم وجود زیرساخت‌های فوتبال حرفه‌ای در ایران و اعتراض خسروانی به آتابای، رئیس وقت فدراسیون فوتبال ایران و از آنجا که ورزشگاه آپادانا که مالک پرسپولیس (عبده) برای برگزاری مسابقات رسمی باشگاه پرسپولیس خریداری کرده بود از طرف باشگاه‌های دیگر مورد پذیرش قرار نگرفت، مجوز فعالیت حرفه‌ای پرسپولیس منحل شد و عبده این ورزشگاه را به باشگاه راه‌آهن فروخت. جام تخت جمشید در سال ۱۳۵۲ بازگشایی شد. در ۵ دوره‌ای که از این جام برگزار شد، پرسپولیس همواره از بهترین تیم‌ها بود و به ۲ قهرمانی (۱۳۵۲ و ۱۳۵۴) و ۳ نایب‌قهرمانی (۱۳۵۳، ۱۳۵۵ و ۱۳۵۶) رسید. جام تخت جمشید۱۳۵۷ نیز در حال انجام بود که با روی دادن انقلاب نیمه‌کاره ماند. پرسپولیس در این جام با یک امتیاز کمتر از شهباز دوم بود.  پرسپولیس تا پایان جام تخت جمشید پرافتخارترین باشگاه فوتبال ایران بود. پس از انقلاب، باشگاه تحت تأثیر آن قرار گرفت و لیگ کشوری فوتبال ایران منحل شد. بسیاری از بازیکنان تیم عوض شدند، اما توانستند در جام شهید اسپندی در سال ۱۳۵۸ قهرمان شوند. با آغاز جنگ ایران و عراق و دهه ۱۳۶۰، لیگ فوتبال سراسری ایران همچنان تعطیل بود (تا سال ۱۳۶۸ که جام قدس برگزار گردید) و پرسپولیس تنها در لیگ فوتبال استان تهران شرکت می‌کرد. این باشگاه در ۱۰ دوره برگزاری این جام در دهه ۶۰، به ۶ قهرمانی و ۳ نایب‌قهرمانی دست یافت. در سال ۱۳۶۶، پرسپولیس در کنار قهرمانی در جام حذفی فوتبال تهران و جام باشگاه های تهران، موفق به کسب اولین قهرمانی خود در جام حذفی ایران هم شد تا در یک سال ۳ جام بگیرد.

## تیم پرسپولیس در دهه ۱۳۷۰
دهه ۱۳۷۰، برای باشگاه موفقیت‌آمیز بود و با یک قهرمانی در جام برندگان جام آسیا آغاز شد. پرسپولیس در ۱۰ دوره جام آزادگان شرکت کرد و به ۴ قهرمانی و ۳ نایب‌قهرمانی دست‌یافت. این باشگاه در این سال‌ها از پایه‌های اصلی تیم ملی فوتبال ایران بود، تا جایی که در جام جهانی فوتبال ۱۹۹۸ فرانسه ۹ نفر از ۲۲ بازیکن ایران در آن زمان عضو این تیم بودند. پرسپولیس در این دهه به ۲ قهرمانی جام حذفی و ۳ بار سومی جام باشگاه‌های آسیا نیز دست یافت.

## تیم پرسپولیس در دهه ۱۳۸۰
با آغاز دهه هشتاد، لیگ برتر فوتبال ایران راه‌اندازی شد و پرسپولیس در نخستین دوره آن قهرمان شد. فصل بعد، پرسپولیس از نخستین دوره لیگ قهرمانان آسیا حذف شد و در لیگ نتایج خوبی نگرفت. این سال‌ها آغاز دورانی بود که سالنامه رسمی باشگاه آن را «دوران جدال با بحران» نامیده است، تا جایی که پرسپولیس حتی مقام نهم لیگ را هم تجربه کرد. دو فصل بعد، پرسپولیس پس از ۶ سال دوری از جام، در فصل ۸۷–۱۳۸۶ به قهرمانی رسید و این دهه را با دو قهرمانی متوالی در جام حذفی (۸۹–۱۳۸۸ و ۹۰–۱۳۸۹) به پایان برد.

## تیم پرسپولیس در دهه ۱۳۹۰
پرسپولیس در دهه ۹۰ صعودی‌ترین سیر ممکن را داشت. دوران افول این تیم که در اواخر دهه ۸۰ آغاز شده بود در دهه ۹۰ ادامه یافت و تا اواسط این دهه به طول انجامید. حتی این تیم در مقاطعی خطر سقوط به دسته پایین‌تر را احساس می‌کرد. پرسپولیس اما با برانکو ایوانکوویچ نه تنها غرور گذشته را بازیافت بلکه به افتخاراتی نایل شد که نه تنها در تاریخ این باشگاه بی‌نظیر است بلکه در فوتبال ایران سابقه نداشته و پرسپولیس این مسیر را پس از برانکو با یحیی گل‌محمدی ادامه داد. تیم پرسپولیس در فصل ۱۳۹۶-۹۵ توانست پس از ده سال دوباره عنوان قهرمانی در لیگ برتر فوتبال ایران را بدست آورد و پس از آن و به مدت چهار سال دیگر این عنوان را تکرار کند.